# 鲍勃·阿瓦基安
罗伯特·布鲁斯·“鲍勃”·阿瓦基安（英語：Robert Bruce "Bob" Avakian；1943年3月7日—）是美国革命共产党主席。阿瓦基安自1975年起开始领导该党，1979年起开始担任该党中央委员会主席。他曾参与过自由言论运动，并与黑豹党有密切联系。他曾连续35年发表有关马克思主义和毛泽东思想的文章，并被视为美国最知名的毛主义者。他提出了一套称为“新综合”的政治理论。

## 生平
出生于华盛顿，成长于伯克利。 参与了伯克利“学生争取民主社会”运动，还参与了自由言论运动。1969年7月，参加了加利福尼亚州的黑豹党代表大会。自1979年以来是美国革命共产党中央委员会主席。
1980年，他在奥克兰市中心向200名抗议者发表了讲话。多年后，他袭击警察的指控被撤销。2005年出版了自传《从艾森豪威尔到毛以及超越：我从美国主流到革命共产主义者的历程》。